# Wonderful
«Wonderful» — песня американской рок-группы The Beach Boys из альбома 1967 года Smiley Smile. Музыка песни была написана Брайаном Уилсоном, автором текста стал Ван Дайк Паркс. Предназначавшаяся для незавершённого альбома Smile, «Wonderful» стала их единственной совместной работой, результатом которой стала песня о любви. Песня повествует про половое просвещение молодой девушки, а также про нарушение её преданности по отношению к Богу и её родителям.
Многочисленные версии песни были записаны группой в период с августа 1966 по апрель 1967 года на трёх разных голливудских студиях. Первоначально песня была исполнена Уилсоном, который аккомпанировал себе на клавесине и трубе. Новая версия для альбома Smiley Smile была записана за одну трёхчасовую сессию в импровизированной домашней студии Уилсона. Карл Уилсон исполнил вокальную партию в сопровождении фортепиано и органа; кроме того, в новой версии песни присутствует 35-секундная интерлюдия, аранжированная в стиле ду-воп.
Оригинальная версия из альбома Smile была выпущена в сборнике Good Vibrations: Thirty Years of the Beach Boys (1993), а также на бокс-сете группы The Smile Sessions (2011). Впоследствии Уилсон дважды перезаписывал эту песню для своих сольных альбомов I Just Wasn't Made for These Times (1995) и Brian Wilson Presents Smile (2004). Кавер-версии «Wonderful» были записаны такими исполнителями, как Никки Садден, Дэвид Гарланд, Adventures in Stereo и Руфус Уэйнрайт. Стереомикс оригинальной версии песни отсутствует.

## Предыстория и текст
«Wonderful» — одна из многочисленных песен, которые были написаны Брайаном Уилсоном и Ван Дайком Парксом для незавершённого альбома группы The Beach Boys Smile. Название песни происходит от клички, которая была дана Уилсоном своей тогдашней жене Мэрилин. Это была единственная песня о любви, написанная для альбома. Ван Дайк Паркс вспоминал:

В музыкальном плане она совершенно не похожа ни на что другое. И я подумал, что нашлась почва; это возможность написать песню о любви. Я помню, как Брайан давил на меня своими рассказами про отношения между ребёнком и родителями. И это парень, который написал песню «When I Grow Up (To Be A Man)», парень, который превратился в мужчину. Я действительно полагаю, что с детства он думал о своём личном росте. Теперь я подумал, что, раз уж мы закончили работу над «Heroes and Villains», то мы могли бы увидеть появление песни про мальчика и девочку, помимо «Wonderful». Честно говоря, я действительно думал, что мы сделаем это, но я так и не нашёл возможности сделать это с той музыкой, которую была мне дана.
В тексте песни рассказывается история девушки, чья встреча с парнем нарушает её преданность Богу и родителям. Уилсон объяснял смысл песни следующим образом: «Милая песня о девочке, которая просто остаётся в собственном маленьком мирке, понимаете? А потом она влюбляется в мальчика, и тогда её сердце разбивается, а затем она возвращается в своё "Прекрасное"».
Из всех песен альбома Smile, которые обращаются к духовной теме, «Wonderful» — единственная, в которой Бог упоминается напрямую. Музыкальный журналист Дэвид Заль написал, что хотя «Господь и упоминается в «Wonderful», но «в основном в качестве несколько жутковатого приёма для решения проблемы подростковой сексуальности». Биограф группы Марк Диллон интерпретировал интерлюдию в версии песни в альбоме Smiley Smile как музыкальное представление полового просвещения главной героини.
Паркс не был указан в качестве со-автора песни «Wonderful», когда она впервые была выпущена. После того, как в 2003 году Уилсон обратился по поводу данного вопроса, он получил официальное право на соавторство.

## Запись

### Сессии кSmile
Песня «Wonderful» была одной из первых песен, написанных для Smile, а потому предназначенных для данного альбома. По словам историка Кита Бэдмана, ни одна из записей песни с сессий к Smile не была её законченной версией. Оригинал представляет собой клавесиноподобную аранжировку, которая поддерживается трубой, а также бэк-вокалом группы.
Основной трек для первой версии песни был записан 25 августа 1966 года на студии Western. На запись ушло 18 дублей; Уилсон испытывал затруднения в связи с игрой на клавесине. В какой-то момент он сказал инженеру Чаку Бритцу: «Некоторые из нот прокляты ко всем чертям. Клянусь Богом. Ты нажимаешь на них, а они не идут». 6 октября Уилсон наложил вокальные партии на трек. Во время сессии в трек также были добавлены барабаны вместе с другими инструментами. Затем Уилсон создал черновой микс трека. Дополнительные вокальные песни были записаны для песни 15 декабря в студии Columbia.
9 января 1967 года вторая версия песни (также известная под названием «Rock with Me Henry») была записана на студии Western. Бэдман предположил, что Уилсон «рассматривал песню как очередного потенциального кандидата для обратной стороны сингла «Heroes and Villains». Третья версия песни, с фортепиано в качестве единственного аккомпанирующего инструмента, была записана группой около 10 апреля в студии Armin Stainer's Sound Recorders Studio. 29 апреля публицист группы Дерек Тейлор сообщил, что сингл «Vegetables», вместе с «Wonderful» на обратной стороне сингла, в скором времени будет выпущен. Что касается «Wonderful», то он написал: «Я слышал только её импровизацию на пианино, когда мальчики напевали тему песни для Пола Маккартни».

### Сессии кSmiley Smile
В июне-июле 1967 года The Beach Boys записали упрощённые версии песен незавершённого альбома Smile, включая «Wonderful», для нового альбома группы Smiley Smile. По словам Диллона, «Wonderful» подверглась «наиболее радикальному переосмыслению». Песня была записана за одну трёхчасовую сессию в импровизированной домашней студии Уилсона. Карл Уилсон исполнил на ней лид-вокал, аккомпанируя себе на фортепиано и органе.
В данной версии песни отсутствует один куплет из оригинального текста песни. Куплет был заменён на 35-секундную интерлюдию, которая была описана Диллоном как «поворот налево в гашишную пещеру». Диллон полагал, что среди хихиканья и бессмысленных песнопений группы в массе голосов можно услышать фразу «Не думай, что ты Бог».

## «Wonderbill»
В 1972 году The Beach Boys исполняли песню «Wonderful» на своих концертах в попурри вместе с песней южноафриканской рок-группы The Flames «Don't Worry Bill». Попурри было прозвано «Wonderbill».

## Признание

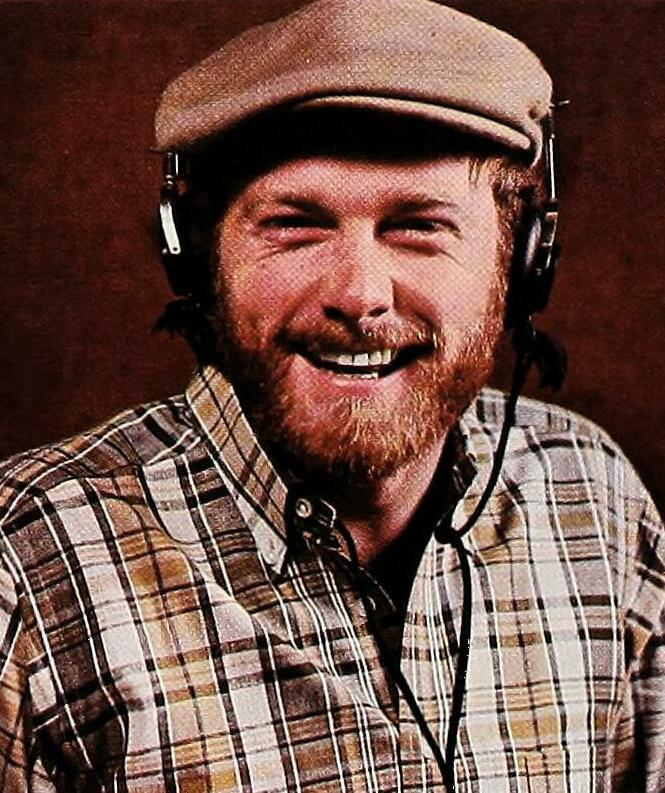
«Wonderful» — любимая песня Майка Лава на альбоме Smile

Рецензируя переиздание Smiley Smile на компакт-диске в 2001 году, колумнист журнала Pitchfork Спенсер Оуэн отметил, что песня содержит одну из лучших мелодий Уилсона, однако считает, что исполнение песни на Smiley Smile не делает её по-настоящему достойной, пояснив далее: «Версия Smiley Smile весьма прекрасна, однако она практически бледнеет по сравнению с клавесином и душераздирающими [вокальными] гармониями оригинала». Диллон охарактеризовал версию песни в альбоме Smile как «прото-психоделический чеймбер-поп», а версию на Smiley Smile — как «Beach Boys’ Party! на кислоте». Далее он пишет, что «если Smile действительно был отложен частично из-за того, что участники группы посчитали музыку альбома слишком своеобразной, то невозможно себе вообразить, чтобы они считали этот альбом более доступным».
Когда Уилсон курировал отбор песен для сборника Classics Selected by Brian Wilson 2002 года, то он выбрал версию песни «Wonderful» из альбома Smiley Smile в качестве одной из своих любимых песен группы The Beach Boys. Это также любимая песня Майка Лава на альбоме Smile. В интервью 2011 года он высоко оценил «чудесную работу» Паркса над текстом и назвал произведение красивым, чувствительным и способным довести слушателей до слёз. В 2012 году он добавил: «„Wonderful“ — потрясающая, красивая работа. Чёрт возьми! Брайан и Ван Дайк хорошо поработали над ней. Это действительно восхитительная песня. Наверное, это самая моя любимая песня из альбома Smile».
Также «Wonderful» была высоко оценена многими другими музыкантами. Так, Мэттью Свит высоко оценил версию песни из альбома Smile за её барочную атмосферу, хотя и отметил, что в Smiley Smile песня «становится более приземлённой». Сооснователь рок-группы Wondermints Дариан Саханаджа говорил: «Я помню, как приблизительно в 1984 или 1985 году я приобрёл одну из первых кассет с бутлегами Smile и услышал эту версию песни „Wonderful“ с Брайаном, играющим на клавесине. Оно действительно изменило мою жизнь. Мне показалось, что это естественная связь между Pet Sounds и «Heroes & Villains». Это так здорово. Даже сейчас, когда я думаю про Smile, то я вспоминаю эту вещь».

## Кавер-версии
- 1990 – Никки Садден[англ.] & the Mermaids, Smiles, Vibes & Harmony: A Tribute to Brian Wilson[англ.]
- 1993 – Давид Гарланд, I Guess I Just Wasn't Made for These Times
- 1996 – Outrageous Cherry, Stereo Action Rant Party
- 1998 – Adventures in Stereo[англ.], Smiling Pets[англ.]
- 2009 – Руфус Уэйнрайт, War Child Presents Heroes[англ.][2]

## Персонал
Кредиты предоставлены от Крейга Словински; приведённые ниже кредиты относятся к разным версиям песни с сессий альбома Smile.
Первая версия (записана в период с 25 августа по 15 декабря 1966):
- Алан Джардин – бэк-вокал
- Брюс Джонстон – бэк-вокал
- Ларри Кнехтель – фортепиано
- Майк Лав – бэк-вокал
- Лайл Ритц[англ.] – контрабас, укулеле
- Алан Уэйт – труба
- Брайан Уилсон – лид-вокал[англ.] и бэк-вокал, клавесин
- Карл Уилсон – бэк-вокал
- Деннис Уилсон – бэк-вокал

Вторая версия – «Rock with Me, Henry» (записана 5 января 1967 года):
- Хэл Блейн[англ.] – барабаны
- Кэрол Кей[англ.] – фузз-басс[англ.] фирмы Danelectro[англ.] (сомнительный кредит)
- Рэй Польман – мандолина (сомнительный кредит)
- Лайл Ритц – бас-гитара
- Брайан Уилсон – бэк-вокал, клавесин
- Карл Уилсон – лид- и бэк-вокал

Третья версия (записана 10 апреля 1967 года):
- Алан Джардин – вокал
- Майк Лав – вокал
- Брайан Уилсон – вокал, фортепиано
- Карл Уилсон – вокал

## Комментарии
1. ↑  Словински не смог определить, где и когда вокальные партии были наложены на данную версию[13].